# Ludmila Richterová
Ludmila Richterová (Košice, 7 marzo 1977) è un'ex tennista ceca.

## Carriera
A livello giovanile ha raggiunto i quarti di finale nel singolare ragazze a Wimbledon 1993 mentre nel doppio ha vinto gli Australian Open 1993 insieme a Joana Manta e ha disputato la finale al Roland Garros 1994 in coppia con la connazionale Lenka Cenková.
Tra le professioniste ha giocato due finali nel circuito principale, nel maggio 1995 ha raggiunto il turno decisivo a Praga dove si è arresa a Julie Halard-Decugis mentre la settimana successiva ha trionfato a Bournemouth superando in finale la canadese Patricia Hy-Boulais. Nella stagione successiva ha raggiunto i quarti di finale a Madrid eliminando sulla sua strada la terza testa di serie Conchita Martínez.
Nei tornei dello Slam ha raggiunto il terzo turno al Roland Garros 1994 e agli Australian Open 1996, ha fatto inoltre parte della squadra ceca di Fed Cup dal 1994 al 1998 vincendo un incontro e perdendone cinque.

## Statistiche

### Singolare

#### Vittorie (1)
| Numero | Anno | Torneo                                        | Superficie  | Avversaria in finale | Punteggio         |
| 1.     | 1995 | British Hard Court Championships, Bournemouth | Terra rossa | Patricia Hy-Boulais  | 6(10)–7, 6–4, 6–3 |

#### Finali perse (1)
| Numero | Anno | Torneo                 | Superficie  | Avversaria in finale | Punteggio |
| 1.     | 1995 | ECM Prague Open, Praga | Terra rossa | Julie Halard         | 4–6, 4–6  |